# The Prophecy 2
Série
The Prophecy
(1995) The Prophecy 3: The Ascent
(2000)
Pour plus de détails, voir Fiche technique et Distribution.
The Prophecy 2 est un film d'horreur américain réalisé par Greg Spence et sorti directement en vidéo en 1998. C'est le deuxième d'une série de cinq films qui ont pour thème une guerre entre les anges.

## Synopsis
Gabriel retourne sur Terre pour empêcher la naissance d'un enfant, fruit des amours d'un ange et d'une humaine, qui a été prophétisée par Thomas Dagget et qui doit mettre fin à la guerre entre les anges. Valerie Rosales fait la rencontre de l'ange Danyael en le renversant avec sa voiture et tombe sous son charme. Elle est enceinte peu de temps après. Danyael et Valerie vont devoir défendre l'enfant à naître contre Gabriel et ses anges renégats.

## Fiche technique
- Titre : The Prophecy 2
- Réalisation : Greg Spence
- Scénario : Matt Greenberg (en) et Greg Spence
- Musique : David C. Williams
- Photographie : Richard Clabaugh
- Montage : Christopher Cibelli et Ivan Ladizinsky
- Décors : Shay Austin
- Costumes : Penny Fien
- Production : Joel Soisson et W.K. Border
- Sociétés de production : Dimension Films, NEO Motion Pictures et Overseas FilmGroup
- Pays d'origine :  États-Unis
- Langue originale : anglais
- Format : Couleurs - 1,78:1 - 35 mm
- Genre : Horreur, Thriller
- Durée : 87 minutes
- Dates de sortie : 
  -  États-Unis : 20 janvier 1998

## Distribution
- Christopher Walken (VF : Bernard Tiphaine) : Gabriel
- Jennifer Beals : Valerie Rosales
- Russell Wong : Danyael
- Brittany Murphy : Izzy
- Eric Roberts : Michel
- Glenn Danzig : Samayel
- Steve Hytner (en) : Joseph
- Bruce Abbott : Thomas Dagget

## Accueil
Le film est sorti directement en vidéo. Il recueille 33 % de critiques favorables, avec une note moyenne de 4,7/10 et sur la base de 6 critiques collectées, sur le site Rotten Tomatoes.

## SagaThe Prophecy
1. The Prophecy (1995)
2. The Prophecy 2 (1998)
3. The Prophecy 3: The Ascent (2000)
4. The Prophecy: Uprising (en) (2005)
5. The Prophecy: Forsaken (en) (2005)